# Jihoafrický čas
|  | UTC-1: Kapverdský čas                                                                                                 |
|  | UTC: Západoevropský čas • Greenwichský čas                                                                            |
|  | UTC+1: Středoevropský čas • Západoafrický čas                                                                         |
|  | UTC+2: Východoevropský čas • Středoafrický čas • Středoevropský letní čas • Západoafrický letní čas • Jihoafrický čas |
|  | UTC+3: Východoevropský letní čas • Východoafrický čas                                                                 |
|  | UTC+4: Mauricijský čas • Sejšelský čas                                                                                |

Jihoafrický (standardní) čas (anglicky South African Standard Time, SAST) je časové pásmo odpovídající slunečnímu času poledníku 30°E a předcházející univerzální světový čas o 2 hodiny.

## Obdobná pásma
Časový posun odpovídá UTC+02:00 a stejný posun mají standardní časy:
- Egyptský standardní čas
- Izraelský standardní čas
- Palestinský standardní čas
- Středoafrický čas
- Východoevropský čas

a sezónně platné časy:
- Středoevropský letní čas
- Západoafrický letní čas

## Platnost
Jihoafrický čas je zaveden v Jihoafrické republice, Lesothu a Svazijsku.

### Jihoafrická republika
Čas je v Jihoafrické republice regulován zákonem 18 z roku 2006 o měrných jednotkách a měrných standardech (Measurement Units and Measurement Standards Act) a vyhláškou ministerstva obchodu a průmyslu č. 814 z 8. července 2016. Ta stanovuje jihoafrický standardní čas hodnotou UTC+02:00. Mimo to platí v Jihoafrické republice i čas UTC+03:00, ale jen na neobývaném souostroví prince Edvarda.
Standardní čas byl zaveden v Oranžském svobodném státu, Transvaalu a Kapské kolonii 8. února 1892 na základě doporučení železniční konference v Bloemfonteinu. Tento čas byl stanoven jako GMT+01:30, tedy jako střední čas poledníku 22,5° východně od Greenwiche. Po ukončení búrské války byl 1. března 1903 tento čas posunut na GMT+02:00 a jeho platnost byla rozšířena i na Natal, kde se dosud používal místní střední čas zdejší observatoře GMT+01:52. Během druhé světové války byl v Jihoafrické unii po dobu dvou sezón (od 20. září 1942 do 21. března 1943 a od 19. září 1943 do 19. března 1944) zaveden letní čas GMT+03:00. 

### Svazijsko
Standardní čas byl zaveden 1. března 1903 hodnotou GMT+02:00. Následné regulace sledovaly úpravy v Jihoafrické republice.